# Guiseniers
Guiseniers – miejscowość i gmina we Francji, w regionie Normandia, w departamencie Eure.
Według danych na rok 1990 gminę zamieszkiwało 388 osób, a gęstość zaludnienia wynosiła 36 osób/km² (wśród 1421 gmin Górnej Normandii Guiseniers plasuje się na 538. miejscu pod względem liczby ludności, natomiast pod względem powierzchni na miejscu 307).